# Terje
Cette page présente le prénom Terje ainsi que ses variantes.
Cette page présente le surnom Terje ainsi que ses variantes.
Terje est un prénom norvégien, forme hypocoristique et contractée de Torgeir. 
Le prénom Terje est à l'origine du patronyme norvégien Terjesen signifiant « Fils de Terje ». 

## Personnalités portant ce prénom
- Terje Andersen (né en 1954), patineur de vitesse norvégien ;
- Terje Haakonsen (né en 1974), snowboarder norvégien ;
- Terje Hanssen (né en 1948), biathlète norvégien ;
- Terje Hauge (né en 1965), arbitre de football norvégien ;
- Terje Kojedal (né en 1957), footballeur norvégien ;
- Terje Krokstad (né en 1956), biathlète norvégien ;
- Terje Langli (né en 1965), fondeur norvégien ;
- Terje Pedersen (né en 1943), athlète norvégien ;
- Terje Roed-Larsen (né en 1947), diplomate et homme politique norvégien ;
- Terje Rypdal (né en 1947), guitariste de jazz et compositeur norvégien ;
- Terje Sinding (né en 1945), traducteur norvégien ;
- Terje Thorslund (né en 1945), athlète norvégien ;
- Terje Venaas (né en 1947), contrebassiste de jazz norvégien.

- Pour l'ensemble des articles sur les personnes portant ce prénom, consulter :
  - la liste des articles dont le titre commence par ce prénom
  - les listes produites par Wikidata : Liste des personnes de prénom « Terje » — même liste en incluant les éventuels prénoms composés qui contiennent « Terje ».